# Scelio bipartitus
Scelio bipartitus är en stekelart som beskrevs av Jean-Jacques Kieffer 1907. Scelio bipartitus ingår i släktet Scelio och familjen Scelionidae. Inga underarter finns listade i Catalogue of Life.